# Liste der Bodendenkmäler in Holzheim (bei Dillingen an der Donau)
Auf dieser Seite sind die Bodendenkmäler in der schwäbischen Gemeinde Holzheim zusammengestellt. Diese Tabelle ist eine Teilliste der Liste der Bodendenkmäler in Bayern. Grundlage ist die Bayerische Denkmalliste, die auf Basis des Bayerischen Denkmalschutzgesetzes vom 1. Oktober 1973 erstmals erstellt wurde und seither durch das Bayerische Landesamt für Denkmalpflege geführt wird. Die folgenden Angaben ersetzen nicht die rechtsverbindliche Auskunft der Denkmalschutzbehörde.

## Bodendenkmäler in Holzheim
| Lage       | Objekt | Akten-Nr.     | Bild |
| ---------- | --- | ------------- | ---- |
| (Standort) | Straße der römischen Kaiserzeit.                                                                                       | D-7-7428-0043 |      |
| (Standort) | Grabhügel vorgeschichtlicher Zeitstellung.                                                                             | D-7-7428-0205 |      |
| (Standort) | Straße der römischen Kaiserzeit.                                                                                       | D-7-7429-0019 |      |
| (Standort) | Siedlung der römischen Kaiserzeit und Körpergräber des Frühmittelalters.                                               | D-7-7429-0035 |      |
| (Standort) | Grabhügel vorgeschichtlicher Zeitstellung.                                                                             | D-7-7429-0042 |      |
| (Standort) | Straße der römischen Kaiserzeit.                                                                                       | D-7-7429-0044 |      |
| (Standort) | Straße der römischen Kaiserzeit.                                                                                       | D-7-7429-0046 |      |
| (Standort) | Burgstall des Mittelalters.                                                                                            | D-7-7429-0048 |      |
| (Standort) | Mittelalterlicher Burgstall                                                                                            | D-7-7429-0049 |      |
| (Standort) | Mittelalterlicher Burgstall.                                                                                           | D-7-7429-0050 |      |
| (Standort) | Siedlung vor- und frühgeschichtlicher Zeitstellung.                                                                    | D-7-7429-0052 |      |
| (Standort) | Grabhügel vorgeschichtlicher Zeitstellung.                                                                             | D-7-7429-0102 |      |
| (Standort) | Viereckiges Grabenwerk vor- und frühgeschichtlicher Zeitstellung.                                                      | D-7-7429-0104 |      |
| (Standort) | Siedlung vor- und frühgeschichtlicher Zeitstellung.                                                                    | D-7-7429-0105 |      |
| (Standort) | Siedlung vor- und frühgeschichtlicher Zeitstellung.                                                                    | D-7-7429-0107 |      |
| (Standort) | Verhüttungsplatz vor- und frühgeschichtlicher Zeitstellung.                                                            | D-7-7429-0129 |      |
| (Standort) | Brandgräber der Urnenfelderzeit.                                                                                       | D-7-7429-0152 |      |
| (Standort) | Mittelalterliche und frühneuzeitliche Befunde im Bereich der katholischen Pfarrkirche St. Nikolaus in Eppisburg.       | D-7-7429-0220 |      |
| (Standort) | Brandgräber der römischen Kaiserzeit.                                                                                  | D-7-7429-0222 |      |
| (Standort) | Mittelalterliche und frühneuzeitliche Befunde im Bereich der katholischen Pfarrkirche St. Martin in Holzheim.          | D-7-7429-0223 |      |
| (Standort) | Mittelalterliche und frühneuzeitliche Befunde im Bereich der katholischen Kapelle St. Sebastian in Holzheim.           | D-7-7429-0225 |      |
| (Standort) | Brandgräber der Urnenfelderzeit.                                                                                       | D-7-7429-0229 |      |
| (Standort) | Körpergräber des Frühmittelalters.                                                                                     | D-7-7429-0230 |      |
| (Standort) | Mittelalterliche und frühneuzeitliche Befunde im Bereich der katholischen Pfarrkirche St. Xystus in Weisingen.         | D-7-7429-0231 |      |
| (Standort) | Siedlung vor- und frühgeschichtlicher Zeitstellung.                                                                    | D-7-7429-0235 |      |
| (Standort) | Straßentrasse vor- und frühgeschichtlicher Zeitstellung.                                                               | D-7-7429-0236 |      |
| (Standort) | Siedlung vorgeschichtlicher Zeitstellung.                                                                              | D-7-7429-0292 |      |
| (Standort) | Siedlung der Vorgeschichte.                                                                                            | D-7-7429-0298 |      |
| (Standort) | Mittelalterliche und frühneuzeitliche Befunde im Bereich der katholischen Pfarrkirche St. Stephan in Altenbaindt.      | D-7-7529-0054 |      |
| (Standort) | Mittelalterliche und frühneuzeitliche Befunde im Bereich der katholischen Pfarrkirche St. Peter und Paul in Ellerbach. | D-7-7529-0056 |      |
| (Standort) | Kloster des Mittelalters und der frühen Neuzeit.                                                                       | D-7-7529-0058 |      |
| (Standort) | Viereckige Wallanlage vor- und frühgeschichtlicher Zeitstellung.                                                       | D-7-7529-0089 |      |